# Teorema de aproximación de Dirichlet
En teoría de números, el teorema de aproximación de Dirichlet o teorema de Dirichlet sobre aproximación diofántica, asegura que para cualquier número real α y cualquier entero positivo N, existen enteros p y q tales que 1 ≤ q ≤ N y
{\displaystyle \left|q\alpha -p\right|<{\frac {1}{N}}}
Este es un resultado fundamental en aproximación diofántica, mostrando que cualquier número real tiene una sucesión de buenas aproximaciones por racionales: de hecho, una consecuencia inmediata es que, dado un número irracional α, la desigualdad
{\displaystyle \left|\alpha -{\frac {p}{q}}\right|<{\frac {1}{q^{2}}}}
se satisface para infinitos enteros p y q.